# Stabile (cognome)
Stabile è un cognome di lingua italiana.

## Varianti
Stabili, Stabilini.

## Origine e diffusione
Cognome tipicamente meridionale, è presente prevalentemente nella Sicilia occidentale, in Calabria, Campania e Salento.
Potrebbe derivare dal prenome Stabile o dal termine dialettale stabilì, "intonacare", ad indicare come capostipite un muratore.
In Italia conta circa 1937 presenze.
La variante Stabili è lombarda e emiliano-romagnola; Stabilini è milanese, cremonese, bergamasco e bresciano.

## Persone
- Francesco Stabile – compositore italiano
- Giampiero Stabile – filosofo italiano
- Girolamo Stabile – pittore italiano